# Izorytmie
Izorytmie, dříve isor(h)ytmie, isorytmika apod. (řecky ἴσος „stejný“ a ῥυθμός „časomíra“, tedy přibližně „stejný rytmický řád“), je jeden principů utváření motet ve 14. a 15. století. Nejčastější formou psanou izorytmickou technikou bylo moteto (odtud název izorytmické moteto).

## Dějiny
Předchůdcem izorytmie, při nichž se opakují taleae pouze v tenoru, je izoperiodika moteta v ars antiqua. V ostatních hlasech zůstávají tytéž rytmické periody jako v tenoru.
Ačkoli samotný výraz pochází teprve z novodobého označení z počátku 20. století, kdy jej zavedl německý muzikolog Friedrich Ludwig, tento sazebný způsob popsal již Filip z Vitry ve svém traktátu Ars nova, a byly to také jeho skladby, v nichž se objevuje první použití izorytmie. Zvláště výrazně se dále izorytmie projevuje v motetech Guillauma de Machauta. Kromě toho se izorytmické struktury objevují také v mnoha tehdejších písňových a mešních kompozicích.
Ve 20. století byla izorytmie znovuobjevena a v některých svých skladbách ji použili např. Anton Webern, Igor Fjodorovič Stravinskij či Witold Lutosławski. V oblasti jazzové hudby se na tuto techniku přímo specializuje švýcarský klavírista Christoph Stiefel.

## Charakteristika

1) První notová osnova představuje původní gregoriánská kantofirmální melodie z první antifony prvního společného nokturna apoštolů In omnem terram exivit sonus eorum (Jejich hlas naplnil celou zemi). Noty užité v tenoru jsou označené červeně.
2) Druhá notová osnova: izorytmický tenor notovaný v menzurální notaci. Čísla 1-3 a závorky označují tři rytmicky identické sekvence (taleae). Tři mensurní znaménka na začátku definují vzorec diminuce – určují odpovídající tempus perfectum cum prolatione maior, tempus imperfectum cum prolatione minor a tempus imperfectum cum prolatione minor. (V rukopise se tato znaménka nacházejí až na konci řádku, společně s repetičním znaménkem.)
3) Osnovy 3-5 představují zkrácenou transkripci do moderní notace. Každý řádek představuje jednu plnou repetici tenoru (color), včetně tří taleae v nich obsažených, čímž dostávají devítidílnou formu. (Zde je uvedeno pouze několik prvních not každého coloru.) Tři mensurační znaménka v horní řádce odpovídají změnám taktového předznamenání (9/8, 3/4, 2/4). V každém coloru se trvání každé noty zkracuje o 2/3 hodnoty/délky.

Izorytmie spočívá ve vytvoření tzv. ordo – opakování rymického (talea) a melodického schématu (color), či jen jednoho z nich. To spočívá v opakování částí jedné rytmické struktury, přičemž se zpravidla mění výška tónů. Opakovaný rytmický vzorec se pak nazývá talea (ze starofranc. taille – „úsek“, „díl“ apod.). Ten obvykle koresponduje se strofickou formou textu. Tento vzorec nemusí být vždy přísně dodržován ve všech hlasech, objevuje se především v cantofirmálních hlasech, tj. v tenoru a kontratenoru. Odpovídající melodický úsek se nazývá color (z lat. color – „barva, tonus“). Zvláště pak v izorytmickém motetu 14. a 15. století, které je považováno za vrchol období ars nova, se taleae a colores nepoužívaly identicky, nýbrž melodické a rytmické fáze byly vzájemně přesunuté a překrývaly se. U vícedílných motet se v závěrečné části často objevují diminuce a menzurální změny ve vrchním hlase.